# Nemal Elat
Nemal Elat (hebreiska: נמל אילת) är en hamn i Israel.   Den ligger i distriktet Södra distriktet, i den södra delen av landet. Nemal Elat ligger 7 meter över havet. Närmaste större samhälle är Eilat, 2,7 km norr om Nemal Elat. 